# Ильинский сельский округ (Северо-Казахстанская область)
Ильинский сельский округ (каз. Ильин ауылдық округі) — административная единица в составе Есильского района Северо-Казахстанской области Казахстана. Административный центр — село Ильинка.
Население — 1978 человек (2009, 2558 в 1999, 2629 в 1989).

## История
Ильинский сельсовет образован 27 октября 1924 года. 12 января 1994 года постановлением главы Северо-Казахстанской областной администрации в существующих границах создан Ильинский сельский округ.

## Социальные объекты
В округе функционируют средняя и основная школа. В августе 2019 года была закрыта начальная школа в селе Амангельды.
Действуют 2 мини-центра для детей дошкольного возраста. 
В округе функционирует врачебная амбулатория, медицинский пункт, Дом культуры, сельская библиотека. На территории округа создано два этно-культурных объединения: на базе Ильинской средней школы — «Добрыня», на базе Александровской основной школы — «Мейiрiм-Добро».

## Состав
В состав сельского округа была включена территория ликвидированного Александровского сельского совета (село Александровка). Сёла Веселое и Ондирис были ликвидированы в 2010 году.
В состав округа входят такие населенные пункты:
| Населенный пункт    | Население, человек (1989) | Население, человек (1999) | Население, человек (2009) |
| ------------------- | ------------------------- | ------------------------- | ------------------------- |
| Александровка, село | 901                       | 887                       | 622                       |
| Амангельды, село    | 208                       | 202                       | 85                        |
| Веселое, село       | 38                        | 17                        | 4                         |
| Ильинка, село       | 1433                      | 1399                      | 1258                      |
| Ондирис, село       | 49                        | 53                        | 9                         |